# Yuval Avidor
Yuval Avidor (hebräisch יובל אבידור; * 19. Oktober 1986 in Kirjat Motzkin)  ist ein israelischer Fußballspieler.

## Karriere
Avidor spielte in der Jugendabteilung von Hapoel Haifa. In der Saison 2004/05 stieg er in die A-Mannschaft des Vereins auf, als dieser in der Nationalliga spielte, und absolvierte in dieser Saison 14 Spiele für das Team, wobei er mit Ausnahme von zwei Spielen im Toto-Cup immer als Ersatzspieler zum Einsatz kam. In dieser Saison erzielte er jedoch kein Tor. In der Saison 2005/06 erhielt Avidor mehr Spieleinsätze als zuvor. In der Saison 2006/07 erzielte Avidor 17 Tore und wurde zum besten Torschützen der Nationalliga gekürt. Die Mannschaft beendete die Saison jedoch auf dem dritten Platz, einen Platz hinter dem Zweitplatzierten, der zum Aufstieg in die Premier League führte.
Am 24. Mai 2007 verließ Avidor Hapoel Haifa und wechselte zu Ironi Kiryat Shmona, dem Neuling in der Premier League. In der Saison 2007/08 erzielte Avidor in 38 Spielen 11 Tore für Kiryat Shmona, das die Saison auf dem dritten Platz beendete und sich zum ersten Mal in seiner Geschichte für den UEFA-Pokal qualifizierte. Avidor gewann außerdem die Auszeichnung „Entdeckung der Saison“. In der Saison 2008/09 gelangte Avidor mit seiner Mannschaft bis in die zweite Runde der UEFA-Pokal-Qualifikation, konnte den Abstieg der Mannschaft in die Landesliga jedoch nicht verhindern.
Aufgrund seiner Fähigkeiten in Kiryat Shmona wurde Avidor zum ersten Mal in die israelische Jugendnationalmannschaft berufen und gab sein Debüt am 4. März 2008 in einem Spiel gegen die zyprische Jugendnationalmannschaft. Er nahm mit der Jugendnationalmannschaft am Playoff-Spiel der Qualifikation zur U21-Europameisterschaft 2009 gegen die italienische Jugendnationalmannschaft teil, in dem Israel mit 1:3 verlor.
Im Sommer 2009 wechselte Avidor zu Maccabi Tel Aviv. In seiner ersten Saison mit der Mannschaft erzielte er fünf Ligatore, in seiner zweiten Saison schoss er jedoch nur ein Tor, und die Mannschaft entschied, die Option auf ihn nicht zu ziehen, und er kehrte zu Kiryat Shmona zurück. Avidor kam nur zu drei Einsätzen in Kiryat Shmona und wurde am 20. September 2011 an seine Jugendmannschaft Hapoel Haifa ausgeliehen. Avidor erzielte in dieser Saison 13 Ligatore und wurde am Ende der Saison von Kiryat Shmona entlassen und unterschrieb einen neuen Vertrag bei Hapoel Haifa. In der Saison 2012/13 erzielte er fünf Ligatore, in der darauffolgenden Saison drei Ligatore.